# 네발가락고슴도치
네발가락고슴도치(Atelerix albiventris)는 아프리카의 중부와 동부가 원산지인 고슴도치과의 동물이다. 애완용으로 널리 길러지는 피그미고슴도치의 원종이다.